# Porta da Loja
Porta da Loja es una variedad cultivar de manzano (Malus domestica).
Es una variedad de manzana muy rústica, con manchas rojas que aparece en el mercado de las poblaciones del norte de Portugal a principios de la primavera.

## Sinonimia
- "Maçã Porta da Loja"

## Historia
'Porta da Loja' es una variedad de manzana muy rústica, que está cultivada en la región norte de Portugal (Braga, se supone que fue producido por primera vez en el Monasterio de Tibães por los monjes benedictinos.
Aurelio Oliveira se refiere con especial énfasis a la plantación de huertos en la cerca del Monasterio de Tibães, refiriendo la especie o variedad. En este período, los monjes Benedictinos definían normas a respetar por los caseros, en lo que se refería a los cuidados a tener con los frutales, estableciendo multas para quien arrancase árboles frutales. En 1926, en el "II Congreso de Pomología", se cita como siendo cosechada esta manzana en Tibães (manzanas viejas) en la propiedad de José Marques. Se confirmó que este señor era el antiguo propietario del Monasterio de Tibães.

## Características
El manzano de la variedad 'Porta da Loja' tiene un vigor fuerte a muy fuerte; porte semi erecto; inicio de la floración es precoz, y la duración de la floración es larga, bastante sensible a heladas primaverales; tubo del cáliz variado, en embudo triangular o cónico alargado, y con los estambres insertos insertos por debajo de su mitad. Entrada en producción lenta. Producción lenta y poco constante, siendo una variedad "vecera" (contrañada).
La variedad de manzana 'Porta da Loja' tiene un fruto de tamaño grande a mediano; forma tronco cónica y globosa, ventruda en la base y aplastada, y con contorno irregular, oblongo, con tendencia a la forma pentagonal redondeada; piel mate; con color de fondo amarillo o verdoso, siendo el color del sobre color rojo ciclamen muy manchado, importancia del sobre color medio, siendo su reparto en chapa, con chapa ausente o ligeramente iniciada en la zona de insolación de un rojo ciclamen o cobrizo, acusa punteado abundante, vistoso, dispersas irregularmente dando al fruto un aspecto casi rudo, y una sensibilidad al "russeting" (pardeamiento áspero superficial que presentan algunas variedades) débil; pedúnculo corto, leñoso y de grosor medio a notable, anchura de la cavidad peduncular es ancha, profundidad de la cavidad pedúncular es media, y con importancia del "russeting" en cavidad peduncular muy débil; anchura de la cavidad calicina relativamente amplia, profundidad de la cav. calicina es media, bordes ondulados, y con importancia del "russeting" en cavidad calicina ausente; ojo relativamente grande, abierto; sépalos cortos, triangulares, carnosos y tomentosos en su base con las puntas secas que se parten dejando el ojo abierto.
Carne de color blanco amarillento; textura ligeramente crujiente, jugosa; sabor característico de la variedad, ácida y al mismo tiempo, agradable; corazón mediano, bulbiforme. Eje hueco con fibras lanosas. Celdas de variado tamaño, redondeadas, cartilaginosas y con rayas lanosas. Semillas de mediano grosor.
La manzana 'Porta da Loja' tiene una época de maduración y recolección tardía, es una variedad que madura en octubre. Es una manzana que se usa principalmente en las lindes. Tiene uso mixto pues se usa como manzana de mesa fresca, y para repostería.

## Usos
Se conserva fuera del frío varios meses sin perder las características. Antiguamente era costumbre ponerse paja debajo de los manzanos para que las manzanas, al caer no se lastimara, y así la recogida era hecha con la fruta bien madura pues se esperaba por la caída natural. La manzana era conservada en medio del maíz en arcos de madera, y en estantes en las paneras de las casas antiguas.
Esta manzana está asociada con una tradición que está prácticamente en desuso y que consiste en comerla en Nochebuena; la manzana se cuece al horno (Merelim de São Pedro) o en las brasas (Santo Estêvão do Penso), luego se mezcla en una taza de vino tinto verde (vino nuevo) y azúcar, y luego se come, esto se llama "sopas de cavalo cansado" (sopa de caballo cansado), al contrario de lo que sucede en otras regiones del país donde este nombre se aplica a las sopas de pan, vino y azúcar. En algunas aldeas, era costumbre ofrecer estas manzanas al sacerdote en la época de Pascua.